# Мітченко Віталій Степанович
Мітченко Віталій Степанович (нар. 17 вересня 1947, Тула) — український каліграф, художник-графік, дизайнер шрифту. Є визнаним спеціалістом з каліграфії доби українського бароко. З 2008 року викладає мистецтво шрифту в НАОМА.

## Життєпис
Віталій Мітченко народився в місті Тула (колишня РРФСР). У 1969 році закінчив Саратовське художнє училище. У 1976 році закінчив Московський поліграфічний інститут, факультет книжкової графіки (у 1975 році був на ознайомчій практиці в місті Лейпцигу). В інституті навчався у П. Г. Захарова, А. Д. Гончарова, В. М. Ляхова, Є. Б. Адамова, М. В. Большакова, А. В. Лепядського.
З 1976 року Віталій Мітченко проживає та працює в Києві: займається станковою графікою, каліграфією, макетуванням, оформленням та ілюструванням книжок. У 1976—1986 роки працював художнім редактором та старшим художнім редактором видавництва художньої літератури «Дніпро». У 1982 році Мітченко стає членом Спілки художників України. У 1986—1999 роки працював старшим викладачем кафедри графіки в Української академії мистецтв. У 1999—2004 роки працював головним художником видавництва «Дніпро». З 2004 року працює головним художник видавництва «Грамота». З 2008 року викладає мистецтво шрифту в НАОМА.

## Роботи
У 1997 році Віталій Мітченко у складі творчої групи (М. Дмитрієнко, О. Івахненко, Ю. Савчук) створив проект Великого державного герба України, який одержав першу премію на всеукраїнському конкурсі.
Серед книг оформлених Мітченком світова, українська та російська класика: Джордж Гордон Байрон, Ромен Роллан, Вільям Шекспір, Луїс де Камоенс, Тарас Шевченко, Григорій Квітка-Основ'яненко, Дмитро Павличко, Іван Драч, Микола Гоголь, також Федір Тютчев, Афанасій Фет, Олександр Пушкін тощо.
Дизайн українських поштових комеморативних марок.

## Виставки
З 1977 року Віталій Мітченко є постійним учасником фестивалів, виставок станкової графіки та книжки в Україні та за її межами. У 2003 і 2004 роках — учасник і автор оформлення української експозиції на міжнародній книжковій виставці у Франкфурті-на-Майні (Німеччина).

## Книги та публікації
Автор низки статей з історії та теорії історичних українських почерків.
- 1992 — стаття «Мистецтво скоропису в просторі українського барокко», Український світ, № 1, С. 24-25.
- 1992 — стаття «Естетика українського скоропису», Український світ, № 2, С. 34-35.
- 2007 — посібник «Естетика українського рукописного шрифту», Київ, видавництво «Грамота».
- 2018 — посібник «Взаємовплив шрифтів», видавництво Laurus, ISBN 978-617-7313-07-5.

## Нагороди та відзнаки
За творчу діяльність у галузі оформлення книжки отримав понад 20 дипломів та інших відзнак на республіканських і закордонних конкурсах.
- 2004 — диплом першого ступеню на республіканському конкурсі графіки імені Сергія Якутовича за рукописну книгу «Вій» Миколи Гоголя.
- 2011 — Всеукраїнська премія імені Івана Огієнка за внесок у розвиток графічного мистецтва, книгу «Естетика українського рукописного шрифту».
- 2013 — ІІІ премія на всеукраїнському відкритому конкурсі на кращий ескіз логотипа з відзначення 200-річчя від дня народження Т. Г. Шевченка проведеному Міністерством культури.